# 호세 안토니오 카스트

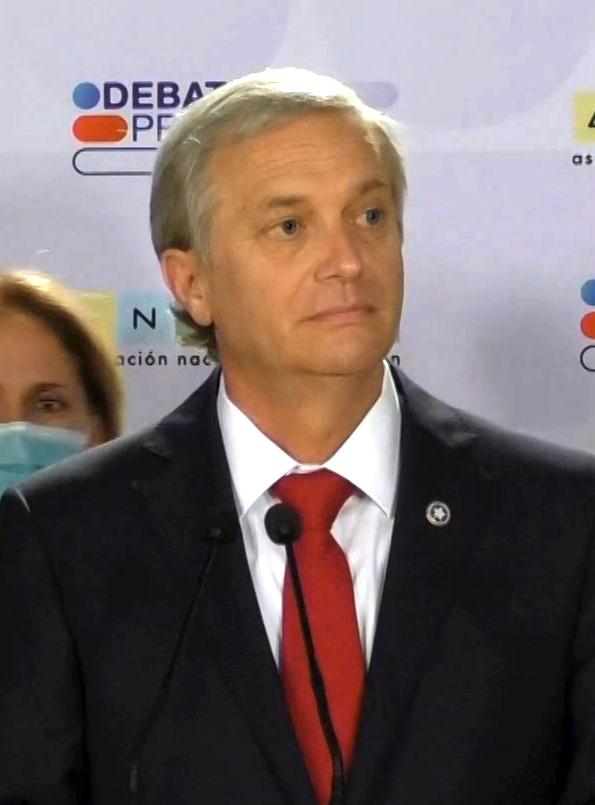
호세 리스트

호세 안토니오 카스트 리스트(스페인어: José Antonio Kast Rist, 1966년 1월 18일 ~ )는 칠레의 법조인, 정치인으로 현재 24번 선거구(페냘롤렌, 라레이나)의 국회의원을 역임하고 있는 중이다. 2016년까지 독립민주연합의 당원이었으며, 이후 2019년까지 무소속이었다. 2017년 대선 당시 무소속 후보로 출마한 경력이 있으며, 2018년 보수주의 운동단체인 공화국행동을 설립했다. 2019년 공화당을 창당했으며, 당 싱크탱크 공화당 생각도 같이 결성되었다.

## 역대 선거 결과
| 선거명      | 직책명                       | 대수 | 정당         | 1차 득표율 | 1차 득표수  | 2차 득표율 | 2차 득표수  | 결과 | 당락             |
| ----------- | ---------------------------- | ---- | ------------ | ---------- | ----------- | ---------- | ----------- | ---- | ---------------- |
| 1996년 선거 | 부인 시의원 (부인 선거구)    | -대  | 독립민주연합 | 23.40%     | 6,316표     |            |             | 2위  | 낙선             |
| 2001년 선거 | 대의원 (산티아고 제30선거구) | 50대 | 독립민주연합 | 35.45%     | 48,025표    |            |             | 1위  | 칠레 대의원 당선 |
| 2005년 선거 | 대의원 (산티아고 제30선거구) | 51대 | 독립민주연합 | 31.67%     | 47,950표    |            |             | 2위  | 칠레 대의원 당선 |
| 2009년 선거 | 대의원 (산티아고 제30선거구) | 52대 | 독립민주연합 | 35.10%     | 53,423표    |            |             | 1위  | 칠레 대의원 당선 |
| 2013년 선거 | 대의원 (산티아고 제24선거구) | 53대 | 독립민주연합 | 18.68%     | 24,313표    |            |             | 3위  | 칠레 대의원 당선 |
| 2017년 선거 | 칠레의 대통령                | 42대 | 무소속       | 7.93%      | 523,375표   |            |             | 4위  | 낙선             |
| 2021년 선거 | 칠레의 대통령                | 43대 | 공화당       | 27.91%     | 1,961,122표 | 44.13%     | 3,650,088표 | 2위  | 낙선             |